# Gmina Brus (Serbia)
Gmina Brus (serb. Општина Брус / Opština Brus) – jednostka administracyjna najniższego szczebla w Serbii, w okręgu rasińskim. Siedzibą władz jest Brus.
Gmina ma 605 km², powierzchni i liczy 16 977 mieszkańców.